# 马千驷
馬千駟（1581年—1600年），石砫土司、明朝時期石砫宣慰使。
馬千駟是土司馬斗斛的次子，母親是夫人覃氏。萬曆十年（1582年），播州土司楊應龍在四川布政使的壽宴上結識了覃氏。後來楊應龍以為夫人張氏賀壽為由邀請覃氏來播州住了一個月，與之交往甚密。覃氏回到石砫後生下馬千駟，時人多懷疑馬千駟是楊應龍的私生子。馬斗斛最初不相信這些傳言，但張氏頗知實情，使馬斗斛對楊應龍十分怨恨。楊應龍為了平息外界的傳言，便將馬千駟收為自己的義子，又親自向馬斗斛請求結為姻親。而覃氏也為連結楊應龍為外援，希望與之結為姻親。楊應龍遂將自己與田雌鳳所生的次女楊貞瑞（人稱楊二公主）許配給了馬千駟。
萬曆十六年（1588年），馬斗斛被仇家遭到告發，罷官流放遼東。馬千駟之兄馬千乘繼位後，也因無力繳納贖罪銀而被罷官。覃氏向楊應龍借得十萬兩白銀，得以繳納贖罪銀，使馬千駟得以繼位。因馬千駟年幼，遂由母親覃氏掌管印信，代行土司職權。楊應龍以協助統治為由，派兒子楊朝棟領兵進駐石砫，實際控制了石砫。至萬曆二十三年（1595年）七月，馬氏族人馬斗霖發動兵變，將楊朝棟驅逐回播州。覃氏失勢，携馬千駟流亡播州。
楊應龍起兵反叛明朝後，馬千乘再度被任命為石砫土司。身處播州的覃氏受到楊應龍之妾田雌鳳的記恨，而馬千駟作為楊應龍的未婚女婿，也遭到楊朝棟兄弟的猜忌。心灰意冷地覃氏離開播州回到石砫。
馬千駟在播州之役中積極參戰，萬曆二十七年（1599年）六月，播州兵突襲綦江時，馬千駟帶兵衝鋒在前，屠殺軍民甚眾，為播州立下戰功。播州被平定後，馬千駟被俘，並遭處決，時年十八歲。
馬千駟的姐夫冉天爵是第十七代石砫安撫司僉事，因受馬千駟的牽連，被革職並停止世襲。